# 千葉県道252号布良港線
千葉県道252号布良港線（ちばけんどう252ごう めらこうせん）は、千葉県館山市を起点・終点とする一般県道。
館山市南部の布良（めら）地区の海岸沿いを走るルートで、一般県道としては千葉県最南端に位置する。布良港といいながら接続する港は富崎漁港である。

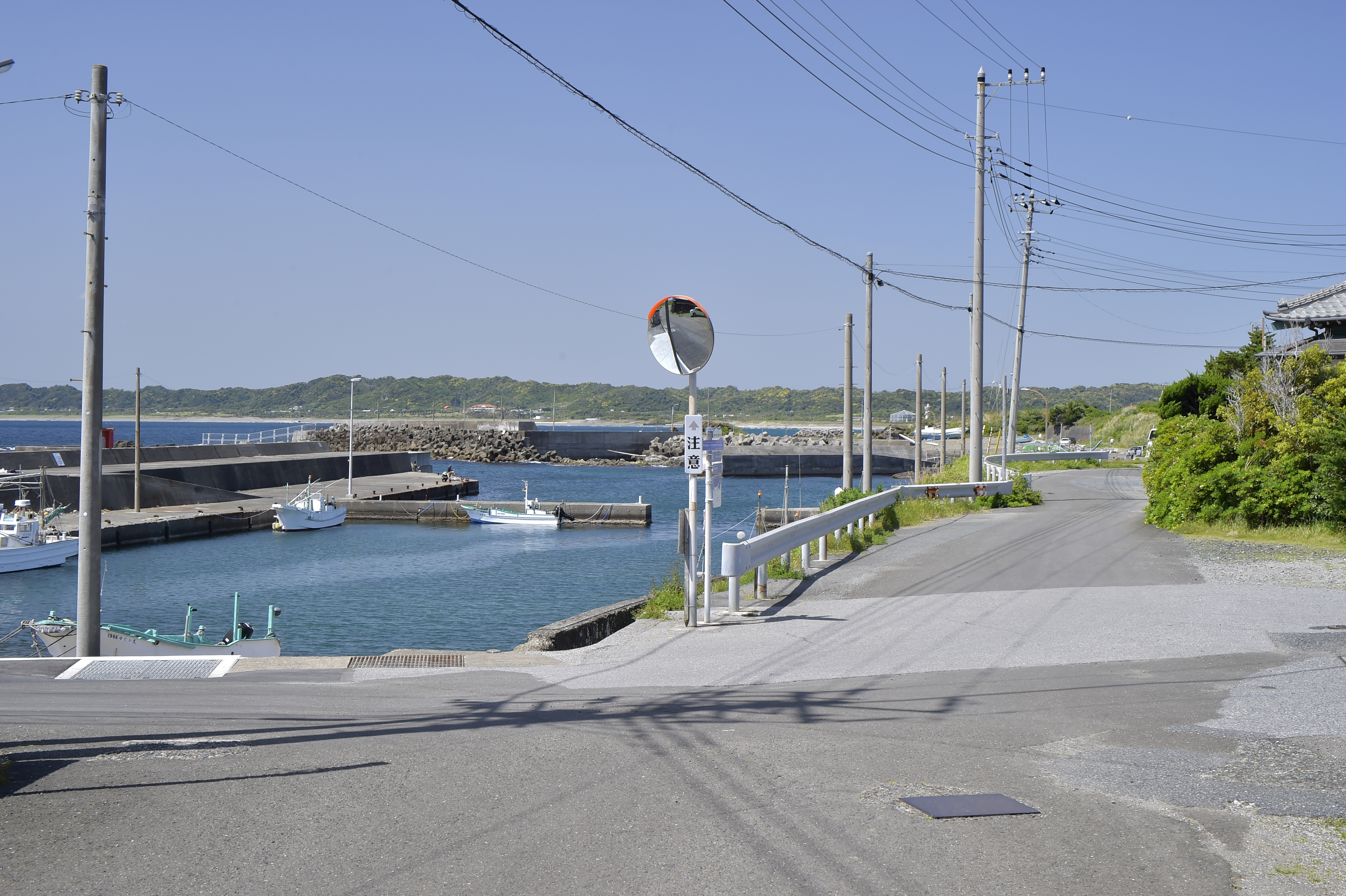
千葉県道252号布良港線
館山市布良の富岡漁港付近（2023年5月）

## 概要
富崎漁港の南側が起点となる。この地点は国道410号からもさほど遠くない場所であるが、県道認定区間としては国道とは接続していない。やや北上してしばらく港沿いを走った後内陸へ向かい、北上しながら国道410号へ合流する。

### 路線データ
- 起点：館山市布良 富崎漁港（北緯34度55分2.3秒 東経139度49分30.6秒 / 北緯34.917306度 東経139.825167度）
- 終点：館山市大神宮 信号無交差点（国道410号交点・北緯34度55分24.6秒 東経139度49分49秒）
- 総延長：0.867 km（安房土木事務所管内：0.867 km[1]）
- 重用延長：なし（安房土木事務所管内：0.0 km[1]）
- 実延長：0.867 km（安房土木事務所管内：0.867 km[1]）
- 認定年月日：1955年（昭和30年）3月4日

## 通過する自治体
- 千葉県館山市

## 交差する主要道路

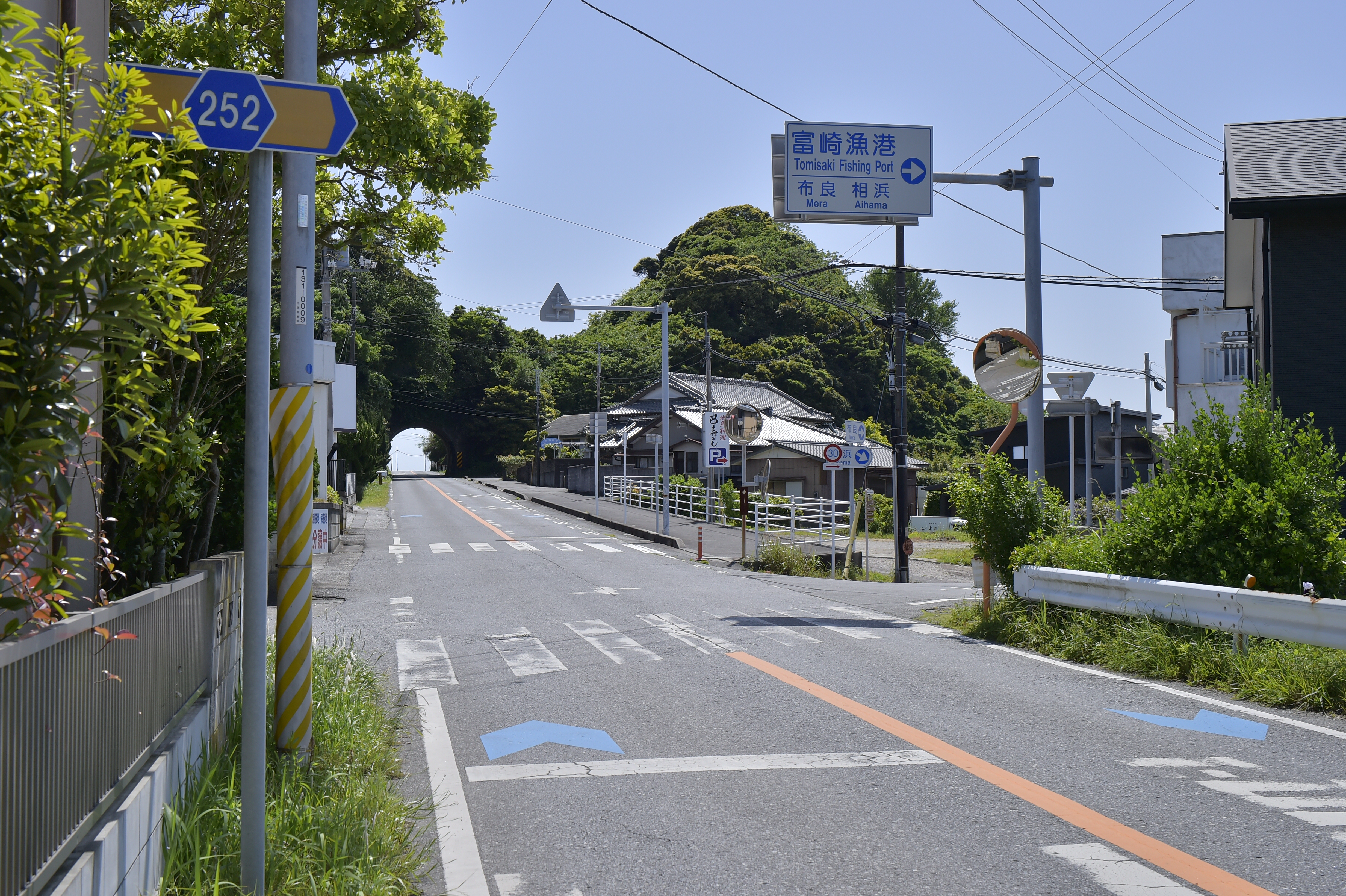
千葉県道252号布良港線と国道410号の分岐点（館山市大神宮）

- 国道410号- 館山市大神宮（信号無交差点、終点）

## 周辺の主な施設
- 富崎漁港
- 布良郵便局
- 館山市立富崎小学校
- 館山市相浜漁業協同組合